# Heinrich Mayr
Heinrich Mayr (29 de octubre de 1854 - 24 de enero de 1911) fue un dendrólogo, botánico, climatólogo, y micólogo alemán. Fue destacado Profesor de Silvicultura en la Universidad de Múnich. Notable pero muy cuestionado por haber propuesto en 1906 un nuevo esquema de clasificación de zonas fitoclimáticas.
Era hijo de Clemens Mayr, un funcionario Real de los bosque bávaros. Becado, realizó extensísimas expediciones botánicas a Japón, China, Java, India y América del Norte.

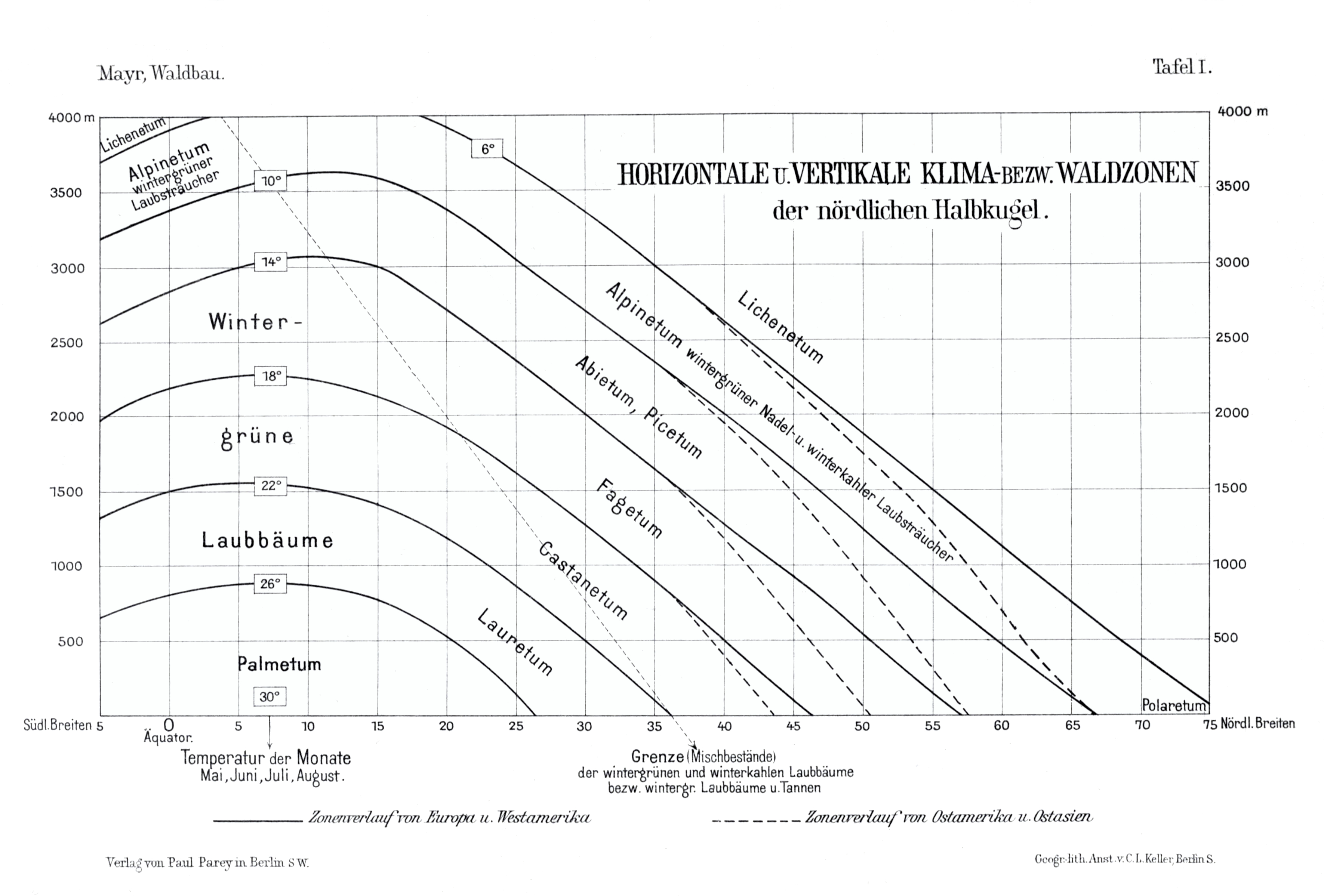
La clasificación de zonas fitoclimáticas de Mayr en Waldbau auf naturgesetzlicher Grundlage, 1909.

## Algunas publicaciones

### Libros
- 1884. Polyporus betulinus und Polyporus laevigatus, zwei Parasiten der Birke (dos parásitos del abedul). Disertaciones, Kassel. Separata de Botanischen Centralblatte tomo XIX
- 1885. Entstehung und Vertheilung der Secretions-Organe der Fichte und Lärche. Eine vergleichende anatomische Studie (Origen y distribución de los órganos secretores de abetos y alerces. Un estudio de la anatomía comparativa). Habilitaciones. Separatas en Botanisches Centralblatt, tomo XX/1884), Kassel
- 1890. Monographie der Abietineen des japanischen Reiches: (Tannen, Fichten, Tsugen, Lärchen und Kiefern) in systematischer, geographischer und forstlicher Besiehung (Monografía de las Abietineae del imperio japonés: (pino, abeto, Tsuge, alerces y pinos) en forma sistemática, geográfica y Besiehung forestales). Ed. R. Friedländer. 104 pp.
- 1890. Die waldungen von Nordamerika, ihre holzarten, deren anbaufähigkeit und forstlicher werth für Europa im allgemeinen, und Deutschland insbesonders (Los bosques de América del Norte, sus especies, su cultivo y los bosques capacidad digna para Europa en general, y especialmente de Alemania). Ed. M. Rieger. 448 pp.
- 1891. Aus den Waldungen Japan's. Beiträge zur Beurtheilung der Anbaufähigkeit und des Werthes der Japanischen Holzarten im deutschen Walde und Vorschläge zur Aufzucht derselben im forstlichen Kulturbetriebe (De los bosques de Japón. Contribuciones a la estimación de la capacidad de producción y el valor de la especie japonesa en el bosque de Alemania, y propuestas para elevarlas en el bosque de la industria cultural). Múnich
- 1894. Das Harz der Nadelhölzer. Seine Entstehung, Vertheilung, Bedeutung und Gewinnung. Für Forstmänner, Botaniker und Techniker, (Sonderabdruck aus Zeitschrift für Forst- und Jagdwesen, 1893), (La resina de coníferas. Su origen, la distribución, la importancia y la producción. Para los silvicultores, botánicos e ingenieros, (de Journal separata de Forestal y de Caza, 1893), Berlín
- karl Gayer, heinrich Mayr. 1903. Die Forstbenutzung (La utilización de los bosques). 680 pp.
- 1906. Fremdländische wald- und parkbäume für Europa (De Relaciones Exteriores de los bosques y los árboles del parque para Europa). Ed. P. Parey. 622 pp.
- 1925. Waldbau auf naturgesetzlicher Grundlage (La silvicultura basada en la ley natural). 568 pp.

## Honores

### Eponimia
Especies (13 + 5)
- (Arecaceae) Hydriastele mayrii (Burret) W.J.Baker & Loo[2]

- (Pinaceae) Abies mayriana Miyabe & Kudô[3]

- (Pinaceae) Abies sachalinensis Mast. subsp. mayriana (Miyabe & Kudô) Silba[4]
- La abreviatura «Mayr» se emplea para indicar a Heinrich Mayr como autoridad en la descripción y clasificación científica de los vegetales.[5]